# Air Anglia
Air Anglia era una compagnia aerea regionale britannica indipendente e totalmente privata formata nell'aeroporto di Norwich nel 1970. Creata come risultato di una fusione di tre vettori minori, la nuova entità divenne rapidamente un'importante aerolinea regionale durante gli anni '70, servendo egregiamente tutta la zona orientale della Gran Bretagna. Nel 1980 Air Anglia si fuse con tre rivali regionali (tra cui British Island Airways) per formare Air UK.

## Storia
Air Anglia era il risultato di una fusione a tre nel 1970 tra Anglian Air Charter, Norfolk Airways e Rig Air, tre operatori regionali locali con sede nell'Inghilterra orientale. La nuova compagnia aerea stabilì la sua sede centrale, così come la sua principale base operativa e d'ingegneria, presso l'aeroporto di recente costituzione a Norwich nell'Anglia orientale. Al momento della formazione, la Norwich Union divenne il suo azionista di controllo.
Air Anglia si era affermata come un importante operatore di linea regionale, nonché uno dei principali operatori ad ala fissa a supporto dell'industria britannica del petrolio e del gas nel Mare del Nord negli anni '70.

Nel 1980 Air Anglia si fuse con British Island Airways (BIA), Air Wales e Air Westward per formare Air UK, all'epoca la più grande compagnia aerea regionale del Regno Unito e il suo terzo operatore di linea.

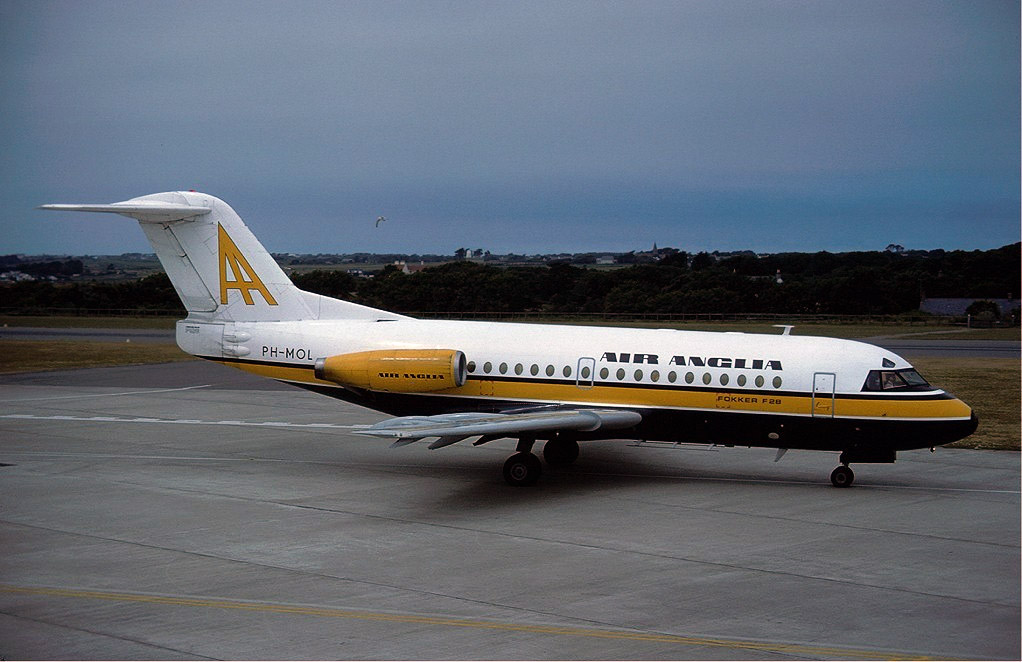
Un Fokker F-28-1000 Fellowship di Air Anglia nel 1978.

Air Anglia iniziò le operazioni con una piccola flotta di aerei di linea Douglas DC-3 "Dakota" con motore a pistoni, nonché un numero di aeromobili di tipo "esecutivo" più piccoli ereditati dai suoi predecessori. Con questi aeromobili operava principalmente voli di supporto dell'industria petrolifera e del gas da Norwich e Aberdeen e dall'aeroporto di Humberside.
Nel 1971 cominciarono i servizi interni da Norwich a Liverpool, Dublino, Newcastle, Manchester, Edimburgo e Aberdeen.
Nel 1974 Air Anglia aggiunse alla sua flotta un paio di turboelica Fokker F-27 Friendship. L'introduzione di questi turboelica nella flotta della compagnia aerea coincise con il lancio dei primi servizi di linea della compagnia per tutto l'anno dalla sua base di Norwich ad Aberdeen via Humberside e Teesside, nonché da Norwich ad Amsterdam. I servizi di linea tra Norwich, Humberside, Teesside e Aberdeen consentirono ad Air Anglia di sfruttare commercialmente i voli di posizionamento regolari che aveva operato tra questi punti sin dal suo inizio. I viaggiatori d'affari legati all'industria petrolifera e del gas costituivano una percentuale elevata di questo traffico.
Il lancio del primo servizio di linea internazionale di Air Anglia per Amsterdam portò anche alla conclusione di un accordo di marketing congiunto con la compagnia di bandiera olandese KLM, all'epoca il più grande operatore residente e la compagnia aerea di linea dominante all'aeroporto Amsterdam-Schiphol. In base a questo accordo KLM accettò di ospitare il nuovo servizio di linea Norwich-Amsterdam di Air Anglia, nonché qualsiasi servizio di linea lanciato successivamente che collegava gli aeroporti regionali del Regno Unito non serviti dal gruppo KLM con Amsterdam Schiphol nei suoi computer di prenotazione. Ciò consentì agli agenti di viaggio di tutto il mondo di accedere immediatamente ai voli di collegamento di Air Anglia da e per Amsterdam tramite il sistema di distribuzione globale di KLM, consentendo così ad Air Anglia di migliorare i propri carichi di passeggeri su questi servizi e di aiutare KLM a incrementare i propri voli a lungo raggio per trasferire il traffico dalle regioni del Regno Unito alla sua base di Schiphol.
Oltre a questi servizi di linea tutto l'anno, Air Anglia offriva anche servizi di linea stagionali solo estivi da Norwich, Humberside e Aberdeen a Jersey. Il servizio di linea stagionale dell'Air Anglia tra Aberdeen e Jersey era il più lungo servizio di linea non-stop con un aereo turboelica nelle isole britanniche all'epoca; il tempo di volo programmato dell'F27 su quella rotta era di 2 ore e 45 minuti.
L'aggiunta di ulteriori Fokker "Friendship" turboelica alla flotta della compagnia aerea negli anni seguenti portò all'introduzione di servizi di linea tutto l'anno da Aberdeen, Edimburgo, Humberside e Leeds-Bradford ad Amsterdam, nonché da Edimburgo via Leeds a Parigi-Orly e da Aberdeen a Stavanger e Bergen.
Nella seconda metà degli anni '70 Air Anglia aggiunse alla sua flotta anche una coppia di aerei executive Piper PA-31 "Navajo Chieftain". Uno di questi velivoli era stato utilizzato per lanciare un nuovo servizio di linea "cross-country" tutto l'anno che collegava la base della compagnia aerea a Norwich con Newquay nell'Inghilterra sudoccidentale via Birmingham nelle Midlands inglesi e via Swansea nel Galles.
Nel 1979 Air Anglia lanciò un servizio di linea per tutto l'anno che collegava Gatwick con Leeds e lo estese anche a Stansted . Il 1979 vide anche l'introduzione del primo velivolo a reazione nella flotta di Air Anglia, quando la compagnia aerea inaugurò i voli Aberdeen-Edimburgo-Amsterdam, nonché Aberdeen-Newcastle-Parigi, ed Edimburgo-Leeds-Parigi con un paio di nuovissimi aerei Fokker F28 Fellowship serie 4000.

## Flotta
Air Anglia ha operato i seguenti tipi di aeromobili in un punto o nell'altro durante i suoi dieci anni di esistenza: 
- Armstrong Whitworth A.W.660 Argosy
- Britten-Norman BN-2 Islander
- Cessna 172
- Cessna 404 Titan II
- Douglas DC-3
- Embraer EMB 110 Bandeirante
- Fokker F27
- Fokker F28
- Handley Page Dart Herald
- Piper PA-23
- Piper PA-31 Navajo
- Piper PA-30